# Friedrich Bothe
Friedrich Bothe (1 de Julho de 1917 - 7 de Maio de 1943) foi um comandante de U-Boot que serviu na Kriegsmarine durante a Segunda Guerra Mundial.